# 대구 서봉사 지장시왕도
대구 서봉사 지장시왕도(大邱 瑞鳳寺 地藏十王圖)는 대구광역시 남구 서봉사에 있는 조선시대의 불화이다. 2015년 3월 4일 대한민국의 보물 제1856호로 지정되었다.

## 개요
대구 서봉사 지장시왕도는 18세기에 직지사를 중심으로 활동했던 수화승 세관(世冠)이 삼옥(三玉), 월륜(月輪), 서징(瑞澄), 순간(舜侃), 존혜(尊惠), 우평(宇平), 응잠(應岑) 등과 함께 조성한 지장시왕도이다. 가로로 금이 많이 가서 일부 화면이 손상되고 안료가 박락되긴 했지만, 화기가 완벽하게 남아있어 조성 당시의 상황을 파악할 수 있다.
화기에는 건륭 6년 즉 조선 영조 17년(1741년) 5월에 유명회(幽冥會)를 남장사(南長寺) 무량수전(無量壽殿)에 봉안했다고 기록되어 있어 원 봉안처가 상주 남장사임을 알 수 있으며, 당시 지장시왕도를 유명회(幽冥會)라고 불렀던 사실도 확인할 수 있다. 상주 남장사에는 같은 시기에, 같은 화승들이 조성한 아미타회상도와 삼장보살도가 남아있어 당시 이 지장시왕도도 함께 조성된 것으로 생각된다.
녹색과 적색이 주조를 이루는 색상과 섬세한 필선, 안정된 신체표현, 가늘게 곡선을 이루는 눈썹, 가늘고 작은 눈, 오목한 입 등 세관의 특징이 잘 드러나 있는 작품이자, 세관의 대표작인 직지사 삼세불도(1744년)보다 이른 시기에 조성된 작품이다.
또한 당시 세관을 용안산인(龍眠山人)이라고 불렀음을 알려주는 중요한 자료라고 할 수 있다.

## 참고 자료
- 대구 서봉사 지장시왕도 - 국가유산청 국가유산포털